# Rubus fasciculatiformis
Rubus fasciculatiformis es una especie de planta del género Rubus, perteneciente a la familia Rosaceae.

## Taxonomía
Rubus fasciculatiformis fue descrita por H. E. Weber en 1979.

## Distribución
Se encuentra en el territorio de Bélgica, República Checa, Eslovaquia y Alemania.